# Peter Rono
Peter Kipchumba Rono (ur. 31 lipca 1967 w Kapsabet) – kenijski lekkoatleta średniodystansowiec, mistrz olimpijski.

## Kariera sportowa
Specjalizował się w biegu na 1500 metrów. Zdobył w nim srebrny medal podczas mistrzostw świata juniorów w 1986 w Atenach. Na halowych mistrzostwach świata w 1987 w Indianapolis odpadł w eliminacjach, a na mistrzostwach świata w 1987 w Rzymie w półfinale tej konkurencji.
Na igrzyskach olimpijskich w 1988 w Seulu pokonał w finale biegu na 1500 metrów faworytów Petera Elliotta i Steve’a Crama z Wielkiej Brytanii i został niepodziewanym złotym medalistą olimpijskim. Zdobyła srebrny medal na uniwersjadzie w 1989 w Duisburgu.
Później nie odnosił większych sukcesów lekkoatletycznych. Ukończył Mount St. Mary's University w Maryland, gdzie został trenerem.

## Rekordy życiowe
- Bieg na 1500 metrów – 3:35,96 (1988)
- Bieg na milę – 3:51,41 (1991)